# 工藤ひとみ
工藤 ひとみ（くどう ひとみ、1970年8月17日 - ）は、日本の元AV女優、元ストリッパー。東京都出身。元ライフツリー所属。1989年から1999年まで活動した。

## 経歴
東京都生まれ。
1989年、業界入り。
1989年6月、週刊プレイボーイ(6/27 28号 集英社)にてヌードグラビアデビュー。ビデオデビュー前に十数誌に登場し、話題となる。
1989年7月22日、『恋模様』（宇宙企画）でAVデビュー。引退までに70本以上のビデオ作品に出演。
1990年6月、浅草ロック座にてストリップ初舞台。その後、活躍の場をAVからストリップへと移し全国各地で公演。
1999年9月20日、仙台ロックでの舞台を最後に引退。

## 人物
- 趣味は洋裁。特技は水泳、アイススケート。好きな食べ物は、生姜焼き。

- 性格:さびしがり屋[1]。

- 芸名はデビューAV製作の宇宙企画が考案し、当初『渡辺ひとみ』だったが、既に同名のAV女優が存在した為、当時のマネージャーが好きだった工藤静香の『工藤』を貰い『工藤ひとみ』となった。『ひとみ』は大きな瞳から由来する。

- 1990年初めには香港映画に出演するなど、当時のAV女優としては異例の活躍だった。

- 川崎ロック座で行われた「セクシー・ベットショー・コンテスト」の第1回優秀賞に輝くなど、ストリッパーとしても活躍。

## 作品

### アダルトビデオ（撮りおろし 単体出演作品）
1989年
- 恋模様（7月22日、宇宙企画 CQ-19）※デビュー作
- 超感覚ハードコア 夢の中へ（8月12日、ミス・クリスティーヌ SMC-015）
- シークレット・ゾーン 2（8月25日、ジャパンホームビデオ/ディレクターズ KW-7008）
- 奥の細道 淫紀行 びんびん女子大生行状記（9月、エル ELA-034）
- エーッ、しんじらんない（9月、レイラ）
- ひとみのスーパークライマックス 生板娘（10月1日、ミス・クリスティーヌ SMC-019）
- 半熟アイドル 激しいのが好き!!（10月、新東宝/EVE STY-61）
- Hな初体験（11月、ファイブスター）
- びんびん女子大生シリーズ 交歓遊戯（11月、エル ELA-041）
- あぶない初体験（11月5日、笠倉出版社 AJV30-63）
- ひとみのデルタ・クリニック 淫肉注射（11月30日、サムビデオ SSV-044）
- 逆ソープ天国 3（12月5日、ジャパンホームビデオ/[ディレクターズ KW-7018）
- 乙女のエキス おたまじゃくし入っちゃう!（12月、新東宝/EVE STY-65）

1990年
- みつめて…ひ・と・み（1月11日、クレイジーホース CR-9001）
- 糸ひき娘 ビショリ満ちた一日（1月16日、ジェット/シモン MO-07）
- 僕の彼女はベヌス好き（1月21日、プリンス PC-3001）
- 誘惑の瞳（1月、ナイスワン NB-007）
- 性春の悶（2月1日、アリスJAPAN KA-1302）
- 肉襞レイプ リップスティック（2月21日、新東宝/EVE STY-67）
- 桃色前線（3月5日、フェニックス PM-0117）
- やっぱりアレが好き（3月16日、シークレット SR-6054）
- 毎日がレイプ通院（3月29日、VIP 7D-24）
- 尻たい気分（4月1日、ロコ/ELZA LZA-051）
- ひとみの純粋プライベートビデオ 春本番（4月1日、ミス・クリスティーヌ PMC-007）
- ひとみの交姦日記 花びらに涙（4月1日、ロイヤル・アート/TOKYOパリス P-102）
- 愛は陽炎のように…Wild Fancies（4月、ウィズ）
- 軽井沢 白化粧（5月1日、ポコアポコ PC-0010）
- 女優への道 2 UNDER MY THUMB（5月、センターフィールド/レイラ）
- 激疼感染（6月15日、シネマサプライ CS-122）
- ぶちこんだる（7月1日、ニューソフトサービス/マキシム MA-6809）
- ひとみ、みだらおいしくなった私 工藤ひとみ（7月19日、大陸書房 PV-1540）
- マンドール 2（8月25日、サーチ Y-51）
- 監禁レイプ 24（9月、コロナ社 CS-1313）
- ひとみの絶頂遊戯（10月5日、コスミック・インターナショナル/コスミック出版 CV-1031）
- 牙 X（11月22日、タキオン TA-102）
- 抜くぞ! タマの腰（アダムス PURE-004）
- 堕天使の微薬（アールエーシー B-010）
- Eカップひとみの美肉の爆裂・工藤ひとみの好奇心in軽井沢（クィーンズビデオ B-010）
- Power Up パワーアップ（SILVER FOX）
- 無敵のビーナス（アダムス）
- HITOMIのgo!go!go!（キャロルキング CL-010）
- 軽井沢物語（アポロ映像 AE-9001）
- 絶頂マシーンガン（ビデオプラザ OM-001）

1991年
- ひとみの時間（3月15日、ヴェスコインターナショナル/ジェット）
- 第一次オイルショック（4月15日、サムビデオ AXV-007）
- いんらん女神（5月31日、イメージボックス HM-005）
- 新濡れしはずかし物語（アライコーポレーション SH-022）
- ツーショット 朝まで2便（スピリッツアベニュー AC-002）
- すっぱい感傷（アールエーシー R-004）
- 一突貸満（五番館）
- 陽炎伝説（アールエーシー KSM-008）
- 口でパックリ娘がバコバコ（ニューソフトサービス MA-6831）
- 夜の熱写・寿司屋の若婦人街のあ姦［か］りがすてき（シネマカンパニープロジェクト TN-1012）※「坂下真巳」名義
- フェロモンの香り（PICOT PC-002）

### アダルトビデオ（撮りおろし 共演作品）
- Their Majesties Request 山下麻衣 工藤ひとみ 他（1989年1月15日、レイラ CR-113）全4名
- 夜の診察室 工藤ひとみ 中野友子 小田圭子（1989年12月15日、笠倉出版社 CAV30-51）全3名
- 満開5人娘（1990年2月13日、ファイブスター FV-8787）全5名
- 快楽大声狂 工藤ひとみ 中原絵美（1990年6月、ステラ STV-1011）
- 放課後・いけない絶倫実験室 佐倉麻子 工藤ひとみ 樋口美緒（1990年7月20日、笠倉出版社 CAV31-15）全3名
- 先生の気になる下半身 工藤ひとみ 中原絵美 香田かつき（1990年8月20日、笠倉出版社 CAV31-30）全3名
- 巨乳レイプ 犯されたお嬢様たち（1990年10月21日、小さな映画会社 HGS-023）　共演：五島めぐ、西田あかり、椎名りえ
- 爆裂FUCKドロップ 工藤ひとみ＆憂花かすみ（1991年4月、KUKI）
- 明日、嵐が来る。 工藤ひとみ 秋山美晴 杉本笑（1991年、RAC SS-038）全3名
- 乱女塾 朝比奈樹里 工藤ひとみ（1991年、タイム KXV-004）
- 華やかな獣たち 工藤ひとみ 森川安奈（1991年、RCA GEM-009）

### 一般指定ビデオ（書店流通作品）
1989年
- あぶない水着でムレムレしました（10月25日、二見書房 MV-023）
- ACTRESS ギャルズ・スペシャル10（11月、リイド社 LV-1024）
- VIDEO ナイタイマガジン6（11月、ナイタイ）
- VINBO vol-19(12月、フジテレビ映像企画部)

1990年
- ビデオマガジン BEPPIN Vol.17 岡田優奈 青田亜希子 工藤ひとみ 高倉里奈 ほか（1月20日、英知出版 BEV88-17）
- おっぱいちゃんは元気印 中原絵美 いとうしいな 工藤ひとみ（4月5日、笠倉出版社）全3名 ※イメージビデオ
- デラべっぴん増刊 BINTA ビンタ5 工藤ひとみ 明日香ちなみ 手塚まゆみ 後藤えり子 ほか（4月10日、英知出版 BEV85-05）
- ビデオマガジン おとこの遊艶地 15 工藤ひとみ 秋山まり子（5月1日、リイド社 LV-1035）
- D-Dayクラブ 3 山下麻衣 いまいしずか 工藤ひとみ（5月25日、バウスターン DD-1003）全3名
- パワフル・スーパービデオ DOKIDOKI 2 工藤ひとみ 青山ちはる ほか（9月、リイド社 LV-1044）

1992年
- 湯けむり美女紀行 東京近郊編 工藤ひとみ 浅間夕子（5月20日、ナイタイ/ZYXプロモーション NTV-30-01）
  - 女の秘湯 特別秘蔵編 2 斉藤みゆき 工藤ひとみ 川上いずみ ほか（?、ZYXプロモーション ZV-3520）全6名

### アダルトビデオ（編集もの、BESTもの、DVD ほか）
1990年
- ZURINETA 2 山本留美 工藤ひとみ 中原絵美 薬師丸ひろ美 香坂まり子（1月1日、新東宝 STZ-11）全5名
- Dカップの乙女たち 御藤静 中原絵美 本庄美樹 工藤ひとみ いとうしいな（1月12日、ファイブスター FV-8785）全5名
- 10コのデカパイ（3月5日、笠倉出版社）全5名
- マドンナメイトスペシャル 1 特撮版（1990年5月25日、二見書房 MV-035）全17名
- ランジェリー大会 濃縮20連発 2（5月、ファイブスター FV-8799）全10名
- ランジェリー大会 濃縮10連発 2 山下麻衣 木田彩水 工藤ひとみ 加山なつ子 水木彩（6月5日、笠倉出版社 AJV31-07）全5名
- AV TOPギャルズベスト10 あぶない贈り物（7月5日 笠倉出版社 AJV31-10）全10名
- 巨乳シンドローム（10月11日、フェニックスビデオ PM-151）全5名
- 裏稼業エレクトコール1919（12月5日、大陸書房/にっかつビデオ PV-1706）※映画「本番裏稼業 エレクトコール1919」のビデオ版
- 制服マンマンくらべ 五島めぐ・小沢奈美・森村あすか・工藤ひとみ ほか（ファイブスター FV-8849）全10名
- 濃縮熟乱 木田彩水・松下ルミ・工藤ひとみ・いとうしいな ほか（エル ELA-052）全5名

1991年
- 巨乳ベストセレクション '91（1月5日、大陸書房）全13名
- ビデオ手記 私の体験告白 1 快感をむさぼる女たち 冴島奈緒 工藤ひとみ 青山ちはる ほか（1月19日、大陸書房 PV-1570）全6名
- 監禁レイプ24 スペシャル 2 林由美香 麻宮千聖 工藤ひとみ ほか（2月5日、コロナ社）
- 制服ロマン娘 2（2月14日、笠倉出版社 AJV32-18）全5名
- 巨乳ギャルズベスト 10（4月20日、笠倉出版社）全10名
- 超乳 ベスト・セレクション（4月5日、大陸書房 PV-1725）全9名
- レイプ＆レイプスペシャル 1（6月11日、コロナ社 CS-1365）全4名
- おしゃぶり好きな天使たち（7月5日、コスミック出版 CV-1054）全11名
- 超乳スーパーセレクション（8月8日、コスミック出版 CV-1057）全5名
- あぶない制服 VS ランジェリーSPECIAL 25（10月5日、笠倉出版社 AJV32-51）全25名
- 20コのチチまるこちゃん 樹まり子・御藤静 他（ファイブスター）全10名
- タッチ・ミー たまらない果実（イメージボックス）全5名
- コレクションX 2 窒息寸前巨乳スペシャル（KUKI QX220）全9名

1992年
- お嬢さまの尻じまん 森村あすか 工藤ひとみ（べべ・クラブ BB-002）
- スペルマエンジェル 4 Part2 庄司みゆき 村上麗奈 木田彩水 工藤ひとみ（イメージボックス）全4名

1993年
- オナドルコレクトベスト20 PART-3（1月10日、フェニックスビデオ PM-0215）全20名
- AVギャル烈伝 2（6月21日、笠倉出版社）全33名
- 浅草ロック座の天使たち on Stage（9月21日、パックインビデオ PIV-191）※浅草ロック座の天使たち「シネマパラダイス」「熱くて妖しい女たち」「まぶしい夏－愛ランド」をアレンジして収録したもの
  - 浅草ロック座の天使たち まぶしい夏－愛ランド 森川いづみ 児島理乃 村上麗奈 工藤ひとみ　ほか（パックインビデオ PIV-194）
- 巨乳クィーンのぶっとい乳房 2（イメージボックス/ホルスタインカンパニー HL-12）全11名
- うれごろ食べごろ5人娘（VISUAL ONE）全5名
- The Onanie いけない指遊び（アルテック YY-001）全5名
- 濡れまくる女達 3 菊地エリ 中原絵美 工藤ひとみ（イメージ・ボックス WT-03）全3名
- カップリングアイドル+1 あいだもも 工藤ひとみ 藤木流花（ディレクターズシステム SC-004）全3名

1994年
- トップ10 アイドルコレクション 2（1月25日、二見書房 MV-097）全10名
- 口内けいれん 淫らな舌使い お口にいっぱい（3月1日、オー・ケイ出版社 OKV07-07）全4名
- 真説エロティック・ゴースト・ストーリー/艶魔大戦 (3月25日、イメージファクト HVHV-126) ※映画「真説エロティック・ゴースト・ストーリー 艶魔大戦」のVHS版
  - [真説エロティック・ゴースト・ストーリー/艶魔大戦 (2002年1月31日、スパイク ABRD-066) ※映画「真説エロティック・ゴースト・ストーリー 艶魔大戦」のDVD版
  - 真説エロティック・ゴースト・ストーリー/艶魔大戦 (2007年8月24日、クロックワークス KWX-342) ※映画「真説エロティック・ゴースト・ストーリー 艶魔大戦」のDVD版
- AV10年史 2（4月29日、VIP）全13名
- 33名のSEXバトル大会 AV巨乳年鑑 1（11月4日、笠倉出版社）全33名
- スーパーD乳コレクション（11月4日、イメージボックス MD-11）全10名
- ドスケベONANIE大全集 2 松本まりな 小林ひとみ 工藤ひとみ 庄司みゆき（オデッセウス出版 AB-0347）全4名

1995年
- おしゃぶりゴックン 21 工藤ひとみ・手塚莉絵・沢口梨々子 ほか（2月11日、オー・ケイ出版社 OKV07-29）全21名
- 愛してほしいの激しくね 工藤ひとみ 望月未来 広瀬未希（3月10日、コスミック出版 CV-1146）全3名
- 真説エロティック・ゴースト・ストーリー 2 覇王ウーチュンの逆襲 (5月25日、イメージファクト HVHV-128※映画「真説エロティック・ゴースト・ストーリー 2  覇王ウーチュンの逆襲」のVHS版
  - 真説エロティック・ゴースト・ストーリー 2 覇王ウーチュンの逆襲 (2002年2月28日、スパイク ABRD-077)※映画「真説エロティック・ゴースト・ストーリー 2  覇王ウーチュンの逆襲」のDVD版
  - 真説エロティック・ゴースト・ストーリー 2 覇王ウーチュンの逆襲 (2007年8月24日、クロックワークス KWX-343)※映画「真説エロティック・ゴースト・ストーリー 2  覇王ウーチュンの逆襲」のDVD版

1996年
- AV10年史 1（1月1日、TEN-VIDEO DTV-202）全20名
- 伝説裸天使アイドル15年史 プルルン編（7月23日、芳友舎 FRV00-57）全16名

1999年
- 悦虐縄人形 禁断の猟奇愛 工藤ひとみ（9月27日、アヴァ 1848）

2000年
- レイプ～女神の叫び～ 松本まりな 希志真理子 工藤ひとみ（5月12日、メディアバンク AMD-037）全3名
- リメークロマンシリーズ 工藤ひとみ コレクション（11月15日、フェアエスト RR-24）

2001年
- 淫女淫乱コレクション 5 工藤ひとみ 斉藤美和（8月10日、レインボー RAS5）
- REMAKE ROMAN SERIES IX 竹下ゆかり＆工藤ひとみ（9月3日、フェアエスト RDV-011）
- お宝コレクション 15 工藤ひとみ 白浜なぎさ（11月29日、デジタル・コミュニケーションズ OTK-015）

2002年
- 全身震撼イキまくり 美巨乳Ｍ倶楽部 沢口美紀 工藤ひとみ（2月22日、アヴァ 00-2051）
  - 全身震撼イキまくり 美巨乳Ｍ倶楽部 沢口美紀 工藤ひとみ（2004年11月28日、アヴァ ADV-144）
- 真説エロティック・ゴースト・ストーリー3(3月28日、スパイク ABRD-083)※映画「真説エロティック・ゴースト・ストーリー3」のDVD版
  - 真説エロティック・ゴースト・ストーリー3(2007年8月24日、クロックワークス KWX-344)※映画「真説エロティック・ゴースト・ストーリー3」のDVD版
- AV20年史 Deluxe 1（12月20日、FIVE STAR DAJ-001）全25名

2003年
- AV15年史 DVD完全版（3月10日、ビデオバンク）全92名
- プロジェクトXXX フェロモン女優セレクション（7月18日、日本メディアサプライ）全10名
- 十二章 DVD2枚組8時間（12月19日、エイジーエイ AGA-46）全12名

2004年
- 女の秘湯 Vol.3 舞坂ゆい 浅井理恵 工藤ひとみ ほか（6月21日、コニービデオ DNN-659）全13名 ※一般DVD
- DECADE 工藤ひとみ（9月16日、ピエロ PAR-89）
- The Best of Pierrot 3（10月15日、ピエロ PAR-91）全25名

2005年
- 禁断の猟奇愛 悦虐縄人形1+2（6月28日、アヴァ ADV-0171）※「悦虐縄人形 1/工藤ひとみ」「悦虐縄人形 2/咲山理沙」を収録

2007年
- 工藤ひとみMemories（5月31日、ロイヤルアート RDM-1017）
- Legend VOL.21 工藤ひとみ（6月29日、エーエスジェイ GRA-021）※「無敵のヴィーナス」「迷宮のアンドローラ」「発情地帯」を収録
- 真説エロティック・ゴースト・ストーリー BOX（3枚組）（8月24日、クロックワークス KWX-349）

2009年
- DECADE GALS SP0 2（5月29日、ピエロ PAR-237）全12名
- 20世紀女優 AVアイドル秘宝館5時間（7月25日、群雄社 GYR-01）全10名
- DECADE-EX 13 工藤ひとみ（12月25日、ピエロ DEX-13）

2010年
- 性春の悶 完全復刻リモザイク 工藤ひとみ (6月4日、アリスジャパン PDV-116)

2011年
- 監禁レイプ24 工藤ひとみ 高原ひとみ (6月24日、コロナ社 CO-4624) ※CORONA アーカイブ SPECIAL 3

2012年
- Legend Special VOL.71 工藤ひとみ（11月23日、エーエスジェイ GRAS-071）※「ひとみの交姦日記花びらに涙」「快楽大声狂」を収録

2013年
- Legend Special VOL.86 工藤ひとみ（12月13日、エーエスジェイ GRAS-086）※「激しいのが好き!!」「おたまじゃくし入っちゃう!」「リップスティック」を収録

2018年
- 中高年男性に送る懐かしのアリスJAPANスター女優BEST（12月13日、アリスJAPAN DVAJ-369）全20名

2022年
- ダッダーン巨乳シリーズVOL.2 ハードに絶倫主義 いとうしいな 工藤ひとみ（6月5日、スパークビジョン NAGA-034）

発売年不明
- 喰いこみ果肉 真田なるみ（スメルカンパニー）VHS ※「真田なるみ」名義
- 天国の穴 工藤ひとみ（アウト・キャスト OC-004）VHS
- HITOMIのロストバージン 工藤ひとみ（ギャルリ・ノア NOA-051）VHS
- IMMORAL ボディ 工藤ひとみ（ビデオプラザ SXV-008）VHS
- 私は悪女かもしれない 工藤ひとみ（コアエンタープライズ COA-07）VHS
- オリーブ少女 工藤ひとみ（パステル PAS-019）VHS
- 卑肉エクスタシー 工藤ひとみ（ゴンコーポレーション GON-010）VHS
- 迷宮のアンドローラ 工藤ひとみ（アモーマス AMM-20）VHS
- 援助交際白書 工藤ひとみ ほか（? KKCV-1）VHS
- 人妻熟女 工藤ひとみ（? ES-5）VHS
- 和姦 グッド・ファック 工藤ひとみ（イメージ・ボックス）VHS
- PICK UP 12 工藤ひとみ（ASJ PU-012）VHS
- 舌先バイブレーション 工藤ひとみ（NICビデオ いの4）VHS
- スィートエンジェル 工藤ひとみ 中原みき（エィヴィ・セクシャル・メイツ ASM-050）VHS
- ひとみのつぼみ 工藤ひとみ（トップスター No.1）VHS

その他多数

### アダルトビデオ（無修正）
- キャンディーガールズ 三原夕香 工藤ひとみ（2006年8月17日、キャンディーガールズ）
- ここまでやる 工藤ひとみ（昔の裏ビデオシリーズ / 名作裏ビデオスーパーコレクション）

### その他
- ファミコン 工藤ひとみ、紺野麻美のAV麻雀倶楽部（ハッカーインターナショナル）他出演：紺野麻美

## 出演

### 映画
- 変態三姉妹（1989年8月4日公開、配給:エクセス）監督:堤栄一 - 主演 ※工藤ひとみの映画初出演作 [2][3]
- 本番裏稼業 エレクトコール1919（1990年4月公開、配給:エクセス）監督:華菱コウタロウ - 主演 [4]
- 女子大生 奴隷志願（1991年4月12日公開、配給:エクセス）監督:小林悟 - 主演 [5]
- 強制わいせつ姉妹（1994年3月4日公開、配給:エクセス)監督:小林悟 - 主演 他出演：吉行由実（2001年に「姉妹どんぶり 味くらべ」としてリバイバル公開）[6]
- 真説エロティック・ゴースト・ストーリー/艶魔大戦（聊斎色譚）（1987年制作、香港映画 ゴールデンハーベスト社）監督 ツァオ・ザントン ※日本では劇場未公開[7]
- 真説エロティック・ゴースト・ストーリー/覇王ウーチュンの逆襲（聊斎色譚續集:五通神）（1991年制作、香港映画 ゴールデンハーベスト社）監督:ピーター・ゴク ※日本では劇場未公開[8]
- 真説エロティック・ゴースト・ストーリー3（聊斎三集之燈草和尚）（1992年制作 1994年1月31日公開、アイエム）香港映画 監督:ツァオ・ザントン[9]

### TV
- 11PM（日本テレビ系）
- オールナイトフジ（フジテレビ系）
- トゥナイト（テレビ朝日系）
- ギルガメッシュないと（テレビ東京系）

### 声優
- やる気まんまん 3 KYOTOハーレムナイト（1990年8月10日、東映ビデオ VRZF-303）※アダルトアニメ

## カセット
- マドンナメイトカセット 私の恥しい音（1989年11月25日、マドンナ社）

## 書籍

### 写真集
- 工藤ひとみ マドンナメイト写真集（1989年10月25日発行、撮影：上杉直也　マドンナ社）ISBN 9784576891392
- 写真集 スコラスペシャル 7 SUPER NUDE COLLECTION 3 松坂季実子・松本まりな・樹まり子 ほか 全28名（1990年1月8日、スコラ）ISBN 9784796295062
- 鮮烈セクシーズ オールカラー美少女たちのエロチシズム 松坂季実子・手塚まゆみ・工藤ひとみ・浅田純子・樹まり子・結城つかさ 他 全14名（1990年6月25日発行、司書房）
- ZAKURO ビデオウェーブのトップアイドル34人（1990年8月10日発行、撮影：若杉憲司 英知出版）全34名
- Big Melon 田中露央沙・庄司みゆき・樹まり子・木田彩水・工藤ひとみ ほか 全12名（1991年7月20日発行、大陸書房）
- SWEET LINGERIE スウィート・ランジェリー(2) あいだもも・高見沢杏奈・木田彩水・小沢奈美・工藤ひとみ ほか 全12名（1991年11月20日発行、英知出版）
- 工藤ひとみ写真集 DOMINA -BONDAGE & BODY ART-（1992年4月20日発行、撮影：田中欣一　大陸書房）
- 斉木弘吉写真集 NOON＆MOON 河合美果・工藤ひとみ・高見沢杏奈・五島めぐ 他 全25名（1992年10月20日発行、ぶんか社）撮影:斉木弘吉 ISBN 9784821120024
- ヒップホップ AVギャル50人のお尻満開!! ヒップ・フェチ写真集（1995年8月1日発行、撮影：田中欣一 北欧書房）全50名 ISBN 9784883211982

### 雑誌
- デラべっぴん 1988年7月号、1989年10月号、1990年2月号、8月号、11月号、12月号（英知出版）
- WEEKLY プレイボーイ 1989年6月27日号、1990年4月24日号（集英社）
- さくらんぼ通信 1989年8月号、1990年2月号（大洋図書）
- ACTRESS 1989年9月号、12月号、1990年5月号、10月号（リイド社）
- Beppin 1989年9月号、1990年7月号、8月号、11月号、1991年11月号（英知出版）
- GORO 1989年9月14日号（小学館）
- スコラ 1989年9月28日号（スコラ）
- アップル通信 1989年10月号、1996年1月号（三和出版）
- GRACE 1989年11月号、12月号（若生出版）
- ザ・ヒットMAGAZINE 1989年12月号（三和出版）
- ビデオボーイ 1989年12月号、1990年4月号、9月号（英知出版）
- ベストビデオ 1990年1月号、6月号（三和出版）
- GAKIN’ちょKISS 1990年1月号（少年出版社）
- クラスメイトDX 1990年1月号（少年出版社）
- 魅惑のランジェリー 1990年2月号、1991年5月号（光彩書房）
- 純情エンジェル 1990年2月号、5月号、1991年1月号（蒼竜社）
- マスカットノート 1990年3月号（大洋書房）
- YOUNGデラックス 1990年3月号（若生出版）
- 投稿写真マニア 6（表紙）（1990年3月15日、大洋書房）
- マニア倶楽部 1990年4月号（三和出版）
- Girl Friends 1990年4月号、1991年5月号（若生出版）
- BODY SPECIAL 1990年5月号（日正堂）
- Mr. Dandy 1990年6月号（サンデー社）
- オレンジ通信 1990年7月号、9月号（東京三世社）
- 下着ファッション No.32（1990年7月20日、光彩書房）
- URECCO 1990年9月号（ミリオン出版）
- お向かいの若奥さんドッキリ写真 1990年11月号（表紙）（サン出版）
- ビデオメイトDX 1990年12月号（コアマガジン）
- マニア倶楽部デラックス Vol.7（1990年12月15日、三和出版）
- ビデオ・ザ・ワールド 1991年1月号（白夜書房）
- ベスト・オブ・ビデオ・ザ・ワールド 1991年3月号（白夜書房）
- 魅惑のランジェリー 1991年5月号（光彩書房）
- ビデオ倶楽部 スコラ 1991年6月26日増刊号（スコラ）
- ランジェリー・コレクション No.10（1991年7月15日、光彩書房）
- S＆Mスナイパー 1991年9月号（ミリオン出版）
- SWEET LINGERIE (2)（1991年11月20日、英知出版）
- TOP TEN MATE 1993年8月号（若生出版）

### コミック
- AVギャル初体験物語(1) 小沢奈美 工藤ひとみ 松坂季実子 庄子みゆき 木田彩水 林由美香 岡田優奈 朝比奈樹里 美穂由紀 樹まり子（著者:葉月かずお）（1990年11月25日、日本文華社）ISBN 9784821193233 全10名